# Jordan Jones
Jordan Lewis Jones (Middlesbrough, 24 ottobre 1994) è un calciatore nordirlandese, centrocampista del Carlisle Utd.

## Biografia
Da parte paterna ha origini nordirlandese.

## Carriera

### Club
Cresciuto nel settore giovanile del Middlesbrough, ha esordito in prima squadra il 5 gennaio 2013, in occasione della partita di FA Cup vinta per 4-1 contro l'Hastings United.
Il 14 febbraio 2015 viene ceduto in prestito all'Hartlepool United; il 26 novembre passa, sempre a titolo temporaneo, al Cambridge United.
Il 24 giugno 2016 si trasferisce a titolo definitivo al Kilmarnock.
Il 5 gennaio 2019 si accorda con i Rangers per il trasferimento al termine della stagione, firmando un quadriennale con il club di Glasgow.
Il 29 gennaio 2021 viene ceduto in prestito al Sunderland.

### Nazionale
Ha esordito con la nazionale nordirlandese il 12 novembre 2017, in occasione della partita di ritorno dei play-off valida per le qualificazioni al Mondiale 2018 pareggiata per 0-0 contro la Svizzera, sostituendo al 74º minuto Jamie Ward.

## Statistiche

### Presenze e reti nei club
Statistiche aggiornate al 3 maggio 2025.
| Stagione            | Squadra           | Campionato        | Campionato | Campionato | Coppe nazionali | Coppe nazionali | Coppe nazionali | Coppe continentali | Coppe continentali | Coppe continentali | Altre coppe | Altre coppe | Altre coppe | Totale | Totale | Totale |
| Stagione            | Squadra           | Comp              | Pres       | Reti       | Comp            | Pres            | Reti            | Comp               | Pres               | Reti               | Comp        | Pres        | Reti        | Pres   | Reti   |        |
| ------------------- | ----------------- | ----------------- | ---------- | ---------- | --------------- | --------------- | --------------- | ------------------ | ------------------ | ------------------ | ----------- | ----------- | ----------- | ------ | ------ | ------ |
| 2012-2013           | Middlesbrough     | FLC               | 0          | 0          | FACup+CdL       | 1+0             | 0               | -                  | -                  | -                  | -           | -           | -           | 1      | 0      |        |
| feb.-mag. 2015      | Hartlepool Utd    | FL2               | 11         | 0          | FACup+CdL       | -               | -               | -                  | -                  | -                  | FLT         | -           | -           | 11     | 0      |        |
| nov. 2015-gen. 2016 | Cambridge Utd     | FL2               | 1          | 0          | FACup+CdL       | 0+0             | 0               | -                  | -                  | -                  | FLT         | -           | -           | 1      | 0      |        |
| 2016-2017           | Kilmarnock        | SP                | 38         | 3          | CS+CdL          | 1+4             | 0               | -                  | -                  | -                  | -           | -           | -           | 43     | 3      |        |
| 2017-2018           | Kilmarnock        | SP                | 32         | 4          | CS+CdL          | 4+5             | 0               | -                  | -                  | -                  | -           | -           | -           | 41     | 4      |        |
| 2018-2019           | Kilmarnock        | SP                | 28         | 4          | CS+CdL          | 2+5             | 0               | -                  | -                  | -                  | -           | -           | -           | 35     | 4      |        |
| 2019-2020           | Rangers           | SP                | 7          | 0          | CS+CdL          | 1+1             | 0               | UEL                | 6                  | 0                  | -           | -           | -           | 15     | 0      |        |
| 2020-gen.2021       | Rangers           | SP                | 3          | 1          | CS+CdL          | 0+0             | 0               | UEL                | 1                  | 0                  | -           | -           | -           | 4      | 1      |        |
| Totale Rangers      | Totale Rangers    | Totale Rangers    | 10         | 1          |                 | 2               | 0               |                    | 7                  | 0                  |             | -           | -           | 19     | 1      |        |
| gen.-giu. 2021      | Sunderland        | FL1               | 19+1       | 3+0        | -               | -               | -               | -                  | -                  | -                  | FLT         | 1           | 0           | 21     | 3      |        |
| 2021-gen. 2022      | Wigan             | FL1               | 9          | 0          | FACup+CdL       | 3+3             | 0               | -                  | -                  | -                  | FLT         | 2           | 0           | 17     | 0      |        |
| gen.-giu. 2022      | St. Mirren        | SP                | 11         | 0          | CS              | 2               | 1               | -                  | -                  | -                  | -           | -           | -           | 13     | 1      |        |
| 2022-2023           | Kilmarnock        | SP                | 22         | 0          | CS+CdL          | 2+3             | 1+0             | -                  | -                  | -                  | -           | -           | -           | 27     | 1      |        |
| Totale Kilmarnock   | Totale Kilmarnock | Totale Kilmarnock | 120        | 11         |                 | 26              | 1               |                    | -                  | -                  |             | -           | -           | 146    | 12     |        |
| 2023-2024           | Wigan             | FL1               | 26         | 3          | FACup+CdL       | 3+0             | 0               | -                  | -                  | -                  | FLT         | 4           | 0           | 33     | 3      |        |
| ago. 2024           | Wigan             | FL1               | 2          | 0          | FACup+CdL       | 0+1             | 0               | -                  | -                  | -                  | FLT         | 0           | 0           | 3      | 0      |        |
| Totale Wigan        | Totale Wigan      | Totale Wigan      | 37         | 3          |                 | 10              | 0               |                    | -                  | -                  |             | 6           | 0           | 53     | 3      |        |
| 2024-2025           | Carlisle Utd      | FL2               | 21         | 0          | FACup           | 0               | 0               | -                  | -                  | -                  | FLT         | 0           | 0           | 21     | 0      |        |
| Totale carriera     | Totale carriera   | Totale carriera   | 231        | 18         |                 | 41              | 2               |                    | 7                  | 0                  |             | 7           | 0           | 286    | 20     |        |

### Cronologia presenze e reti in nazionale
| Cronologia completa delle presenze e delle reti in nazionale ― Irlanda del Nord | Cronologia completa delle presenze e delle reti in nazionale ― Irlanda del Nord | Cronologia completa delle presenze e delle reti in nazionale ― Irlanda del Nord | Cronologia completa delle presenze e delle reti in nazionale ― Irlanda del Nord | Cronologia completa delle presenze e delle reti in nazionale ― Irlanda del Nord | Cronologia completa delle presenze e delle reti in nazionale ― Irlanda del Nord | Cronologia completa delle presenze e delle reti in nazionale ― Irlanda del Nord | Cronologia completa delle presenze e delle reti in nazionale ― Irlanda del Nord |
| Data                                                                            | Città                                                                           | In casa                                                                         | Risultato                                                                       | Ospiti                                                                          | Competizione                                                                    | Reti                                                                            | Note                                                                            |
| ------------------------------------------------------------------------------- | ------------------------------------------------------------------------------- | ------------------------------------------------------------------------------- | ------------------------------------------------------------------------------- | ------------------------------------------------------------------------------- | ------------------------------------------------------------------------------- | ------------------------------------------------------------------------------- | ------------------------------------------------------------------------------- |
| 12-11-2017                                                                      | Basilea                                                                         | Svizzera                                                                        | 0 – 0                                                                           | Irlanda del Nord                                                                | Qual. Mondiali 2018                                                             | -                                                                               | 74’                                                                             |
| 24-3-2018                                                                       | Belfast                                                                         | Irlanda del Nord                                                                | 2 – 1                                                                           | Corea del Sud                                                                   | Amichevole                                                                      | -                                                                               | 82’                                                                             |
| 11-9-2018                                                                       | Belfast                                                                         | Irlanda del Nord                                                                | 3 – 0                                                                           | Israele                                                                         | Amichevole                                                                      | -                                                                               | 65’                                                                             |
| 15-11-2018                                                                      | Dublino                                                                         | Irlanda                                                                         | 0 – 0                                                                           | Irlanda del Nord                                                                | Amichevole                                                                      | -                                                                               | 61’                                                                             |
| 18-11-2018                                                                      | Belfast                                                                         | Irlanda del Nord                                                                | 1 – 2                                                                           | Austria                                                                         | UEFA Nations League 2018-2019 - 1º turno                                        | -                                                                               |                                                                                 |
| 21-3-2019                                                                       | Belfast                                                                         | Irlanda del Nord                                                                | 2 – 0                                                                           | Estonia                                                                         | Qual. Euro 2020                                                                 | -                                                                               | 81’                                                                             |
| 24-3-2019                                                                       | Belfast                                                                         | Irlanda del Nord                                                                | 2 – 1                                                                           | Bielorussia                                                                     | Qual. Euro 2020                                                                 | -                                                                               | 85’                                                                             |
| 8-6-2019                                                                        | Tallinn                                                                         | Estonia                                                                         | 1 – 2                                                                           | Irlanda del Nord                                                                | Qual. Euro 2020                                                                 | -                                                                               | 64’                                                                             |
| 11-6-2019                                                                       | Barysaŭ                                                                         | Bielorussia                                                                     | 0 – 1                                                                           | Irlanda del Nord                                                                | Qual. Euro 2020                                                                 | -                                                                               |                                                                                 |
| 8-10-2020                                                                       | Sarajevo                                                                        | Bosnia ed Erzegovina                                                            | 1 – 1 dts (3 – 4 dtr)                                                           | Irlanda del Nord                                                                | Qual. Euro 2020                                                                 | -                                                                               | 82’ 120+1’                                                                      |
| 11-10-2020                                                                      | Belfast                                                                         | Irlanda del Nord                                                                | 0 – 1                                                                           | Austria                                                                         | UEFA Nations League 2020-2021 - 1º turno                                        | -                                                                               |                                                                                 |
| 30-5-2021                                                                       | Klagenfurt am Wörthersee                                                        | Irlanda del Nord                                                                | 3 – 0                                                                           | Malta                                                                           | Amichevole                                                                      | 1                                                                               | 73’                                                                             |
| 2-9-2021                                                                        | Vilnius                                                                         | Lituania                                                                        | 1 – 4                                                                           | Irlanda del Nord                                                                | Qual. Mondiali 2022                                                             | -                                                                               | 83’                                                                             |
| 5-9-2021                                                                        | Tallinn                                                                         | Estonia                                                                         | 0 – 1                                                                           | Irlanda del Nord                                                                | Amichevole                                                                      | -                                                                               |                                                                                 |
| 8-9-2021                                                                        | Belfast                                                                         | Irlanda del Nord                                                                | 0 – 0                                                                           | Svizzera                                                                        | Qual. Mondiali 2022                                                             | -                                                                               | 86’                                                                             |
| 9-10-2021                                                                       | Lancy                                                                           | Svizzera                                                                        | 2 – 0                                                                           | Irlanda del Nord                                                                | Qual. Mondiali 2022                                                             | -                                                                               | 80’                                                                             |
| 12-10-2021                                                                      | Sofia                                                                           | Bulgaria                                                                        | 2 – 1                                                                           | Irlanda del Nord                                                                | Qual. Mondiali 2022                                                             | -                                                                               | 68’                                                                             |
| 12-11-2021                                                                      | Belfast                                                                         | Irlanda del Nord                                                                | 1 – 0                                                                           | Lituania                                                                        | Qual. Mondiali 2022                                                             | -                                                                               | 88’                                                                             |
| 10-9-2023                                                                       | Astana                                                                          | Kazakistan                                                                      | 1 – 0                                                                           | Irlanda del Nord                                                                | Qual. Euro 2024                                                                 | -                                                                               | 63’                                                                             |
| Totale                                                                          |                                                                                 | Presenze                                                                        | 19                                                                              |                                                                                 | Reti                                                                            | 1                                                                               |                                                                                 |

## Palmarès

### Club

#### Competizioni nazionali
- Football League Trophy: 1

Sunderland: 2020-2021